# Мокренко Анатолій Юрійович

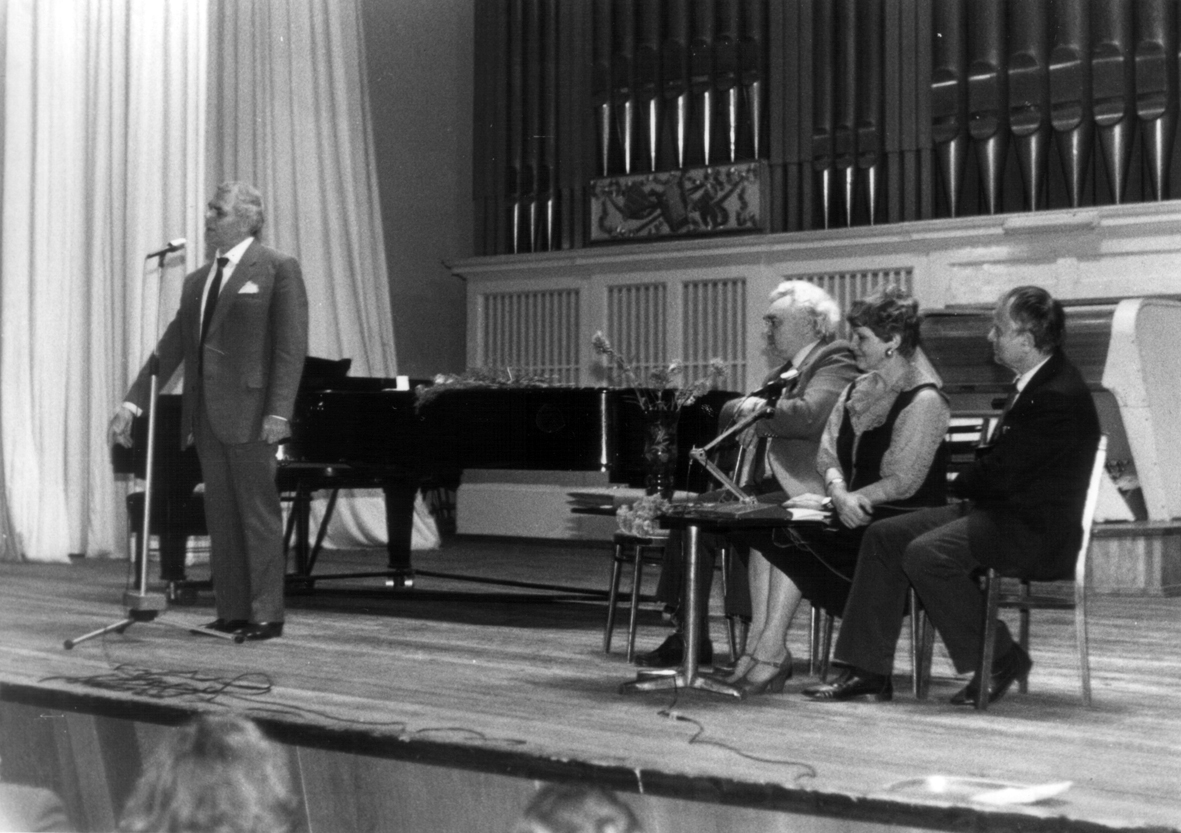
Донецька обласна філармонія. Виступає відомий український співак Мокренко А. Ю., праворуч Дмитро Павличко, Галина Гордасевич. 1990-і роки.

Анато́лій Ю́рійович Мокре́нко (22 січня 1933, смт Терни, нині Недригайлівський район Сумська область — 24 березня 2020, м. Київ) — український оперний співак (баритон).

## Біографія
1956 року закінчив Київський політехнічний інститут за спеціальністю гірничий інженер-технолог, у 1963 — Київську консерваторію (вечірнє відділення, клас вокалу Миколи Зубарєва та Олександра Гродзинського).
У 1963—1968 роках — соліст оперної студії Київської консерваторії.
З 1965 викладав у Київській консерваторії (з 1985 — професор).
З 1968 — соліст Київського оперного театру.
Мокренко Анатолій Юрійович — один з фундаторів і активний член Товариства української мови імені Т. Г. Шевченка. У 1991—1999 — генеральний директор і художній керівник Національної опери України імені Тараса Шевченка. В часи керівництва Анатолія Мокренка Національний академічний театр опери та балету України імені Тараса Шевченка починає втрачати традицію виконання опер західно-європейських авторів в українських перекладах, що стало причиною критики з боку М. Стріхи, а згодом і колективного звернення науковців до міністра культури, молоді та спорту України Володимира Бородянського
Помер 24 березня 2020 року у віці 87 років у Києві. Був похований 26 березня на Звіринецькому кладовищі.

## Партії
- Султан («Запорожець за Дунаєм» Семена Гулака-Артемовського).
- Микола («Наталка Полтавка» Миколи Лисенка).
- Остап («Тарас Бульба» Миколи Лисенка).
- Іван («Катерина» Миколи Аркаса).
- Тугар Вовк («Золотий обруч» Бориса Лятошинського).
- Онєгін («Євгеній Онєгін» Петра Чайковського).

## Фільмографія
- «Пісні над Дніпром» (1956, фільм-концерт, реж. О. Мішурин)[8]
- «Лючія ді Ламмермур» (1980, фільм-опера, Генріх)
- «Фауст» (1982, фільм-опера, Валентин (закадровий вокал) — роль Ааре Лаанеметса)
- «Пісня про Дніпро» (1983, фільм-концерт, реж. В. Черкасов)[9]
- «Тарас Шевченко. Заповіт» (1992—1997)
- «Тигролови» (1994)
- «Поет і княжна» (1999, князь Микола Рєпнін)
- «Чорна рада» (2000)
- «Братство» (2005) та ін.

## Відзнаки та нагороди
- 1968 — Заслужений артист УРСР
- 1973 — Народний артист УРСР
- 1976 — Народний артист СРСР
- 1979 — Державна премія УРСР імені Тараса Шевченка за театрально-концертну діяльність 1977—1978.

23 серпня 1995 року — нагороджений відзнакою Президента України «Орден князя Ярослава Мудрого» V ступеня — третій Указ про нагородження новою відзнакою.
Його удостоєно звань народного артиста України та СРСР. Лауреат Державної національної премії України ім. Т. Г. Шевченка, лауреат Державної премії Грузії ім. З. Паліашвілі. Кавалер орденів Дружби народів та Рівноапостольного князя Володимира Великого, нагороджений також іншими відзнаками.